# Bagnanti a San Niccolò
Bagnanti a San Niccolò (em português "Banhistas em San Niccolò") é uma pintura a óleo de autoria do pintor italiano Domenico Cresti, também conhecido como Domenico Passignano, de amplas dimensões, assinada e datada do ano de 1600. A pintura maneirista retrata homens tomando banho no rio Arno, na península itálica, perto da Torre de San Niccolò, em Florença. É considerada como um dos mais importantes objetos de arte homoerótica do final do período maneirista.

## Descrição
O tema da pintura desvia-se da obra usual de pinturas religiosas, mitológicas e históricas de Passignano. A representação baseia-se em obras anteriores que retratam pessoas nuas, como as pinturas religiosas dos tormentos do Inferno. A pintura parece se basear também em gravuras de Albrecht Dürer e pinturas de Michelangelo e Leonardo da Vinci que ilustram casas de banho público - particularmente, Batalha de Cascina de Michelangelo. Nesta pintura, em questão, é ilustrada uma cena de um conflito travado em um dia quente de verão, em que soldados florentinos, depois de remover suas armaduras para se banhar no rio, foram surpreendidos por um ataque dos pisanos.
Passignano fez vários desenhos preliminares em giz vermelho, alguns dos quais estão na posse da Galeria Uffizi e do Museu do Louvre. A pintura a óleo retrata vários homens musculosos dentro ou ao lado do rio: despindo-se, entrando e saindo da água, tomando banho, conversando e se abraçando.Suas dimensões são 140 x 180 cm. É assinado e datado no centro inferior: "OP s . DOM CI . PASSIGNANI / FLO MDC ".

## Repercussão
A repercussão da pintura antes de meados do século XX é incerta. Pode ter influenciado uma gravura de uma cena de banho semelhante, datada por volta de 1630 e de autoria de Jacques Callot. Pode também ter sido mencionada no catálogo de Filippo Baldinucci, publicado postumamente em 1728, em Florença. Depois disso, a pintura apareceu com os galeristas da Lefevre Gallery no anod e 1959, em Londres. 
Passou por várias coleções particulares antes de ser vendida na casa de leilão Sotheby's no ano de 2017, em Nova York, US$ 732.500. O catálogo do leilão o descreveu como "talvez o exemplo artístico mais importante da arte homoerótica do final do período maneirista", antecipando em 300 anos pinturas como The Swimming Hole de Thomas Eakins.

## Galeria de obras similares

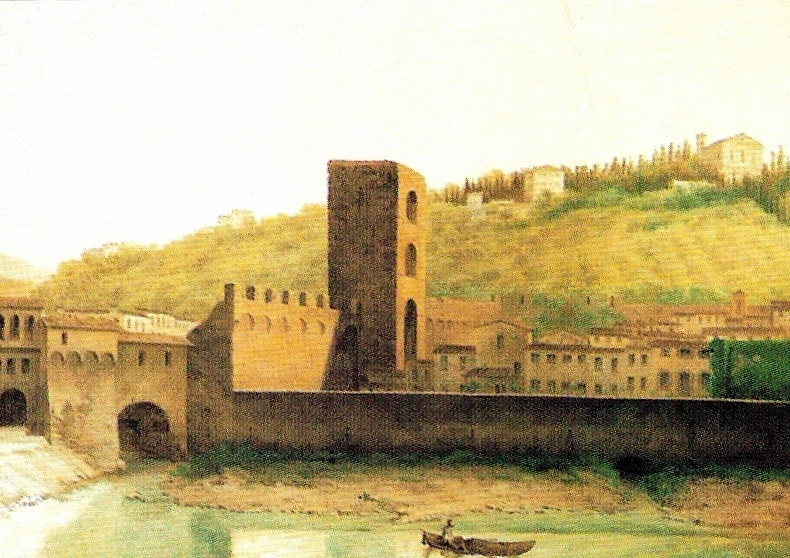
Torre de San Niccolò no século XIX
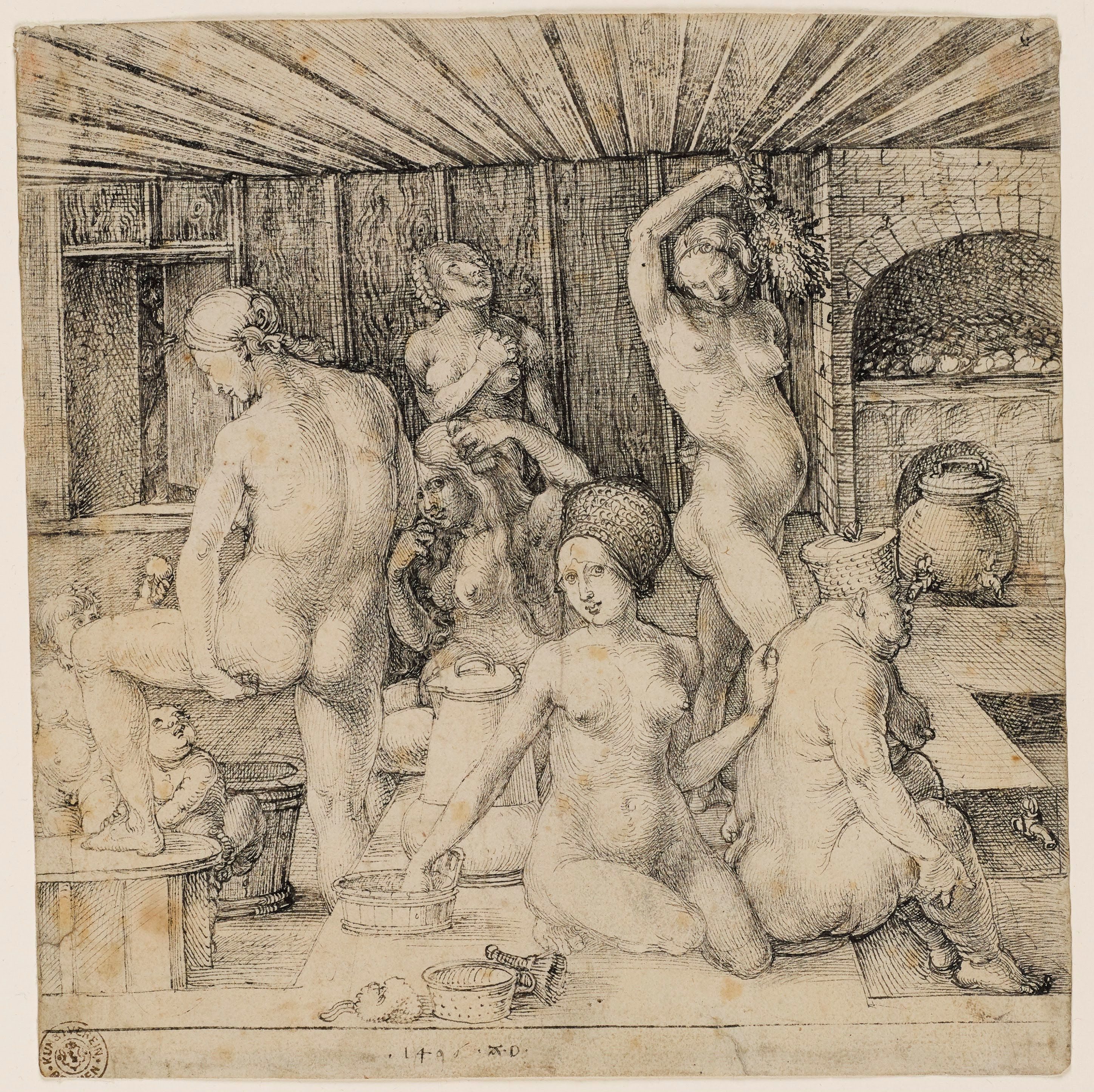
Albrecht Dürer, O Banho das Mulheres ( Das Frauenbad ), c.1496
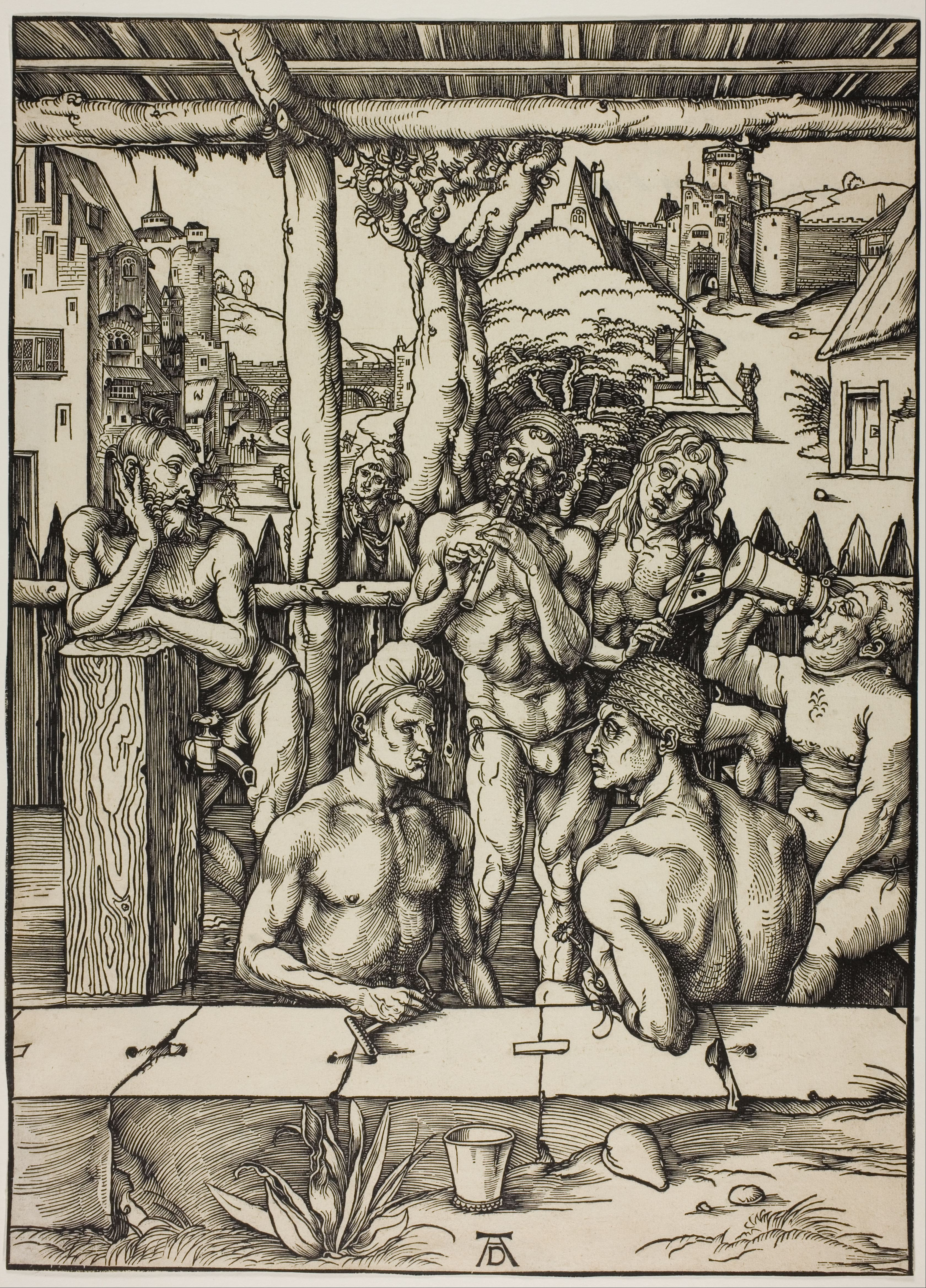
Albrecht Dürer, O Banho dos Homens ( Das Männerbad ), c.1496
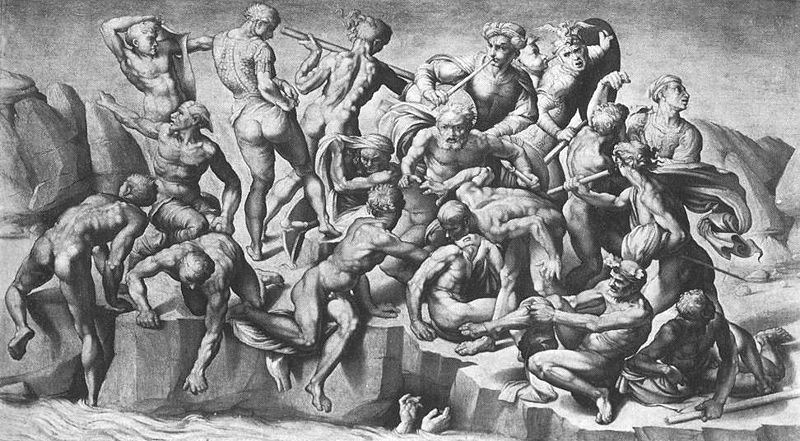
Cópia da Batalha de Cascina de Michelangelo por seu aluno Aristotele da Sangallo, c.1542
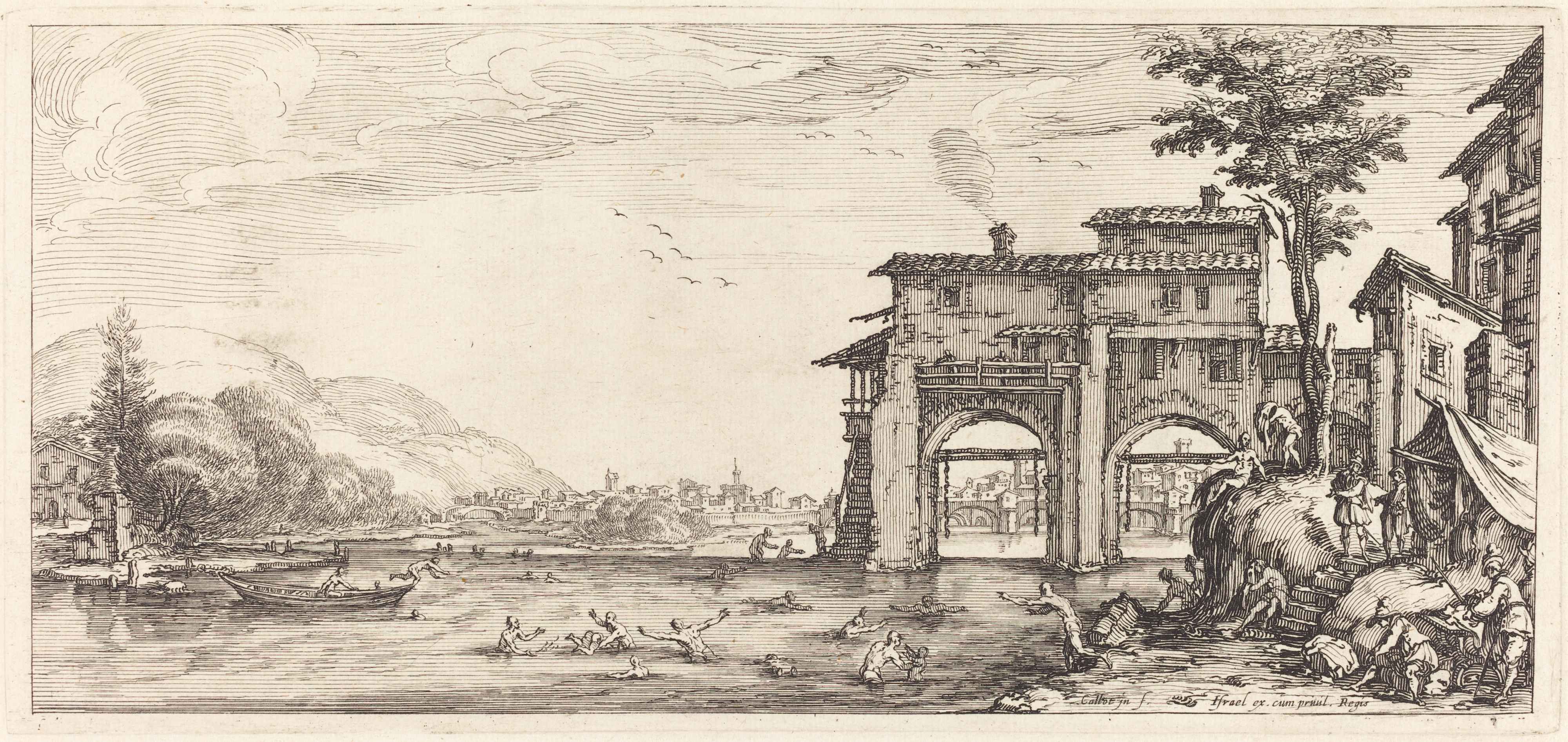
Jacques Callot, Os Banhistas, c.1630
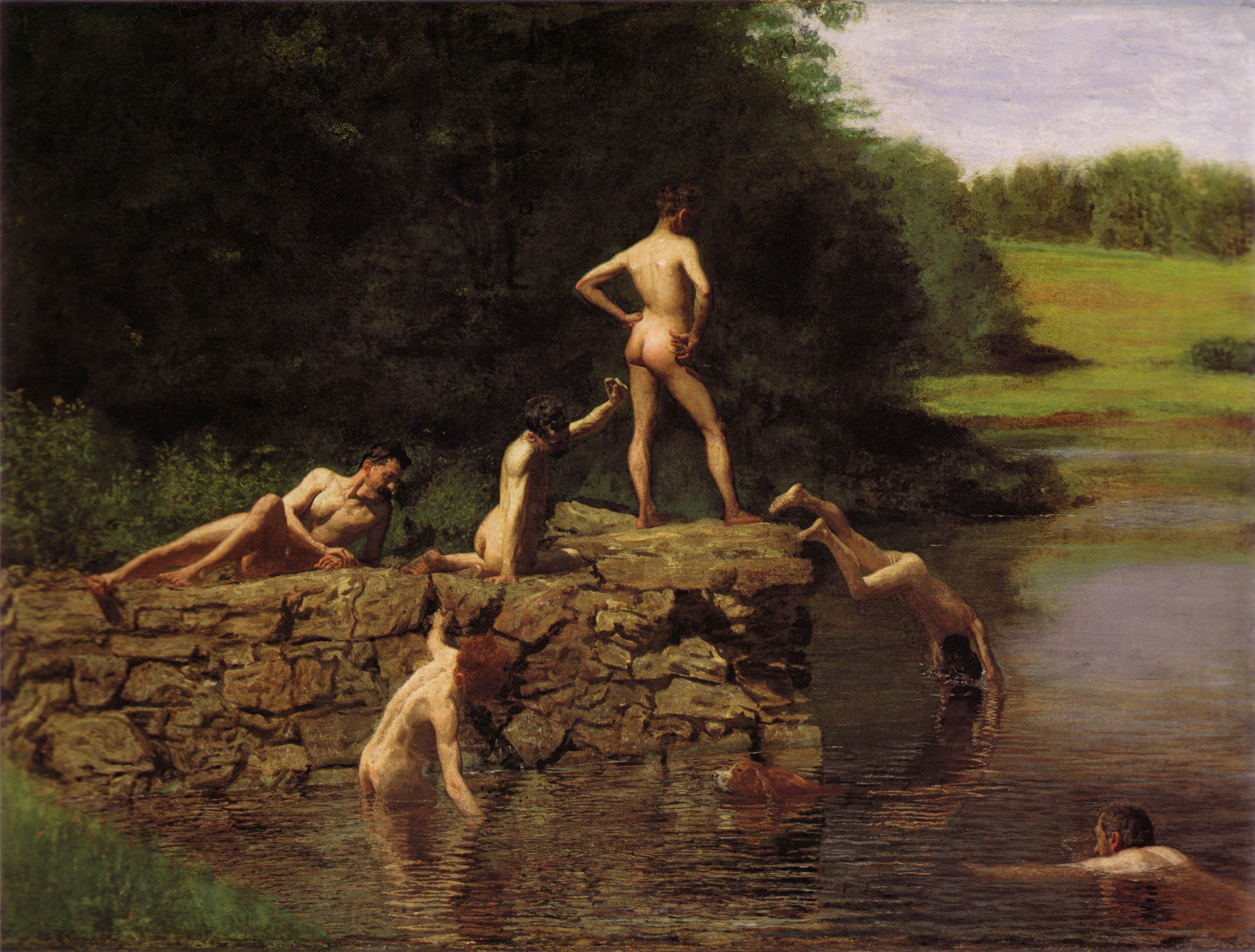
Thomas Eakins, The Swimming Hole, 1884-85